# Minería y reformismo borbónico en el Perú. Estado, empresa y trabajadores en Huancavelica, 1784-1814
Minería y reformismo borbónico en el Perú. Estado, empresa y trabajadores en Huancavelica, 1784-1814 es un libro sobre la historia social de la minería en Huancavelica de la historiadora española Isabel María Povea Moreno. Fue publicado en 2014 en Lima por el Banco Central de Reserva del Perú y el Instituto de Estudios Peruanos (IEP). El libro se basa en la investigación doctoral que Povea Moreno defendió en la Universidad de Granada en 2012. Este libro analiza el impacto de las Reformas Borbónicas en Huancavelica y las transformaciones del modelo de explotación minera entre 1784 y 1814.
La gran novedad del libro, según el historiador Miguel Molina Martínez, es el "análisis que dedica al papel desempeñado por las mujeres en las labores de la mina, avanzando una sugerente línea de investigación". En 2015, el libro fue considerado uno de los 10 mejores libros de historia peruana publicados en 2014 y ocupó el 5º lugar, según una encuesta realizada a 35 historiadores peruanos y extranjeros por el blog El Reportero de la Historia.

## Argumento
El libro examina la política estatal hacia la minería y cómo la empresa minera de Huancavelica se adaptó a las reformas borbónicas. También analiza la situación de los trabajadores, su papel en la producción de mercurio y sus condiciones de vida y de trabajo. El autor destaca el papel de los trabajadores en la resistencia a las reformas borbónicas, que afectaron a sus derechos y condiciones de trabajo.
Además, el libro también analiza la relación entre la minería y el medio ambiente, y cómo la explotación de los recursos minerales tuvo un impacto significativo en la región de Huancavelica. El autor sostiene que la minería en Huancavelica fue un complejo proceso social, político y económico que afectó a la sociedad en su conjunto.
En resumen, el libro Minería y reformismo borbónico en el Perú es un estudio exhaustivo de la historia de la minería en Huancavelica durante el periodo de las reformas borbónicas en Perú, y ofrece una perspectiva crítica de la relación entre la empresa, el Estado y los trabajadores en este contexto histórico.

## Estructura
El contenido del libro se estructura de la siguiente manera:
- Introducción
- Capítulo 1. Huancavelica en el contexto del reformismo borbónico
- Capítulo 2. Sistema de explotación del yacimiento minero
- Capítulo 3. Estructura de la mina y condiciones técnicas
- Capítulo 4. Naturaleza de la mano de obra
- Capítulo 5. Alimentación y asistencia hospitalaria
- Conclusiones

Adicionalmente, se incluye una sección de bibliografía, un apéndice y un glosario.